# ریتنهوس (دهانه)

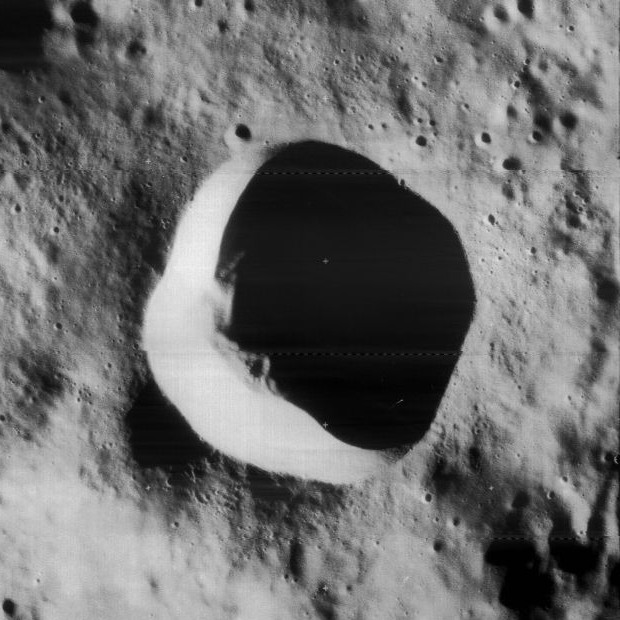
تصویر

ریتنهوس یک دهانه برخوردی در ماه‌ است.